# Árabe tihamiyya
El árabe tihamiyya es una variedad de árabe yemení hablado principalmente en Yemen y el Sur de Arabia Saudí. Es la variedad de árabe originalmente hablada por las tribus, que pertenece a la región histórica de Tihamah, la llanura costera del Mar Rojo de Arabia desde el Golfo de Aqaba hasta el Estrecho de Bab el Mandeb.

## Pronunciación
El dialecto Tihami árabe o Tihamiyya tiene muchos aspectos que lo diferencian de todos los otros dialectos en el mundo árabe. Phonologically Tihami es similar a la mayoría de los dialectos yemeníes, pronunciando el qāf (ق) como [q] y el ǧīm (ج) como un plosive velar [ɡ] (la pronunciación del ǧīm también se comparte con el árabe egipcio). Gramáticamente todos los dialectos Tihami también comparten la característica inusual de reemplazar el artículo definido (al-) con el prefijo (am-). El tiempo futuro, al igual que los dialectos que rodean a Sanaa, se indica con el prefijo (š-), para todas las personas, p. ša-būk am-sūq "Yo iré al Souq". Algunos dialectos de Tihami, como el que se habla en Al-Hodeida, son de otra manera bastante similares a otros dialectos yemeníes en gramática y sintaxis, que difieren principalmente en el vocabulario, mientras que otros pueden estar tan lejos de cualquier otro dialecto árabe que son prácticamente incomprensibles incluso a otros yemeníes.